# Seznam olympijských medailistů v ragby
Rugby union bylo na programu letních olympijských her v letech 1900, 1908, 1920 a 1924. Podle rozhodnutí Mezinárodního olympijského výboru z roku 2009 se do něj ve variantě se sedmi hráči vrátilo na olympijských hrách 2016 v Riu de Janeiru, tentokrát i s ženským turnajem.

## Seznam medailistů

### Rugby union – muži
| Rok      | Zlato                          | Stříbro                                | Bronz                                |
| -------- | ------------------------------ | -------------------------------------- | ------------------------------------ |
| LOH 1900 | · Francie (FRA)                | · Německo (GER) · Velká Británie (GBR) | neudělena                            |
| LOH 1908 | · Australasie (ANZ)            | · Velká Británie (GBR)                 | nikdo – soutěžila pouze dvě družstva |
| LOH 1920 | · Spojené státy americké (USA) | · Francie (FRA)                        | nikdo – soutěžila pouze dvě družstva |
| LOH 1924 | · Spojené státy americké (USA) | · Francie (FRA)                        | · Rumunsko (ROM)                     |

### Rugby 7's

#### Muži
| Rok      | Zlato           | Stříbro                | Bronz                         |
| -------- | --------------- | ---------------------- | ----------------------------- |
| LOH 2016 | · Fidži (FIJ)   | · Velká Británie (GBR) | · Jihoafrická republika (RSA) |
| LOH 2020 | · Fidži (FIJ)   | · Nový Zéland (NZL)    | · Argentina (ARG)             |
| LOH 2024 | · Francie (FRA) | · Fidži (FIJ)          | · Jihoafrická republika (RSA) |

#### Ženy
| Rok      | Zlato               | Stříbro             | Bronz                          |
| -------- | ------------------- | ------------------- | ------------------------------ |
| LOH 2016 | · Austrálie (AUS)   | · Nový Zéland (NZL) | · Kanada (CAN)                 |
| LOH 2020 | · Nový Zéland (NZL) | · Francie (FRA)     | · Fidži (FIJ)                  |
| LOH 2024 | · Nový Zéland (NZL) | · Kanada (CAN)      | · Spojené státy americké (USA) |